# Randolph Riemschneider
Randolph Riemschneider, auch Randolf Riemschneider (* 17. November 1920 in Hamburg; † 22. Februar 2024), war ein deutscher Chemiker (Organische Chemie, Biochemie).

## Werdegang
Riemschneider studierte Chemie in Göttingen, Hamburg und Leipzig und war nach dem Abschluss 1941 Soldat. 1943/44 arbeitete er in der Industrie bei der Herstellung synthetischen Benzins und erstellte gleichzeitig seine Dissertation. 1945 wurde er in Jena promoviert mit einer Arbeit über synthetische Schmiermittel aus Hydrierung und 1946 in Berlin habilitiert. 1945 entwickelte er ein neues sehr wirksames Kontaktinsektizid aus der Dien-Gruppe, M 410 (OET, Oktachlor-endomethylen-tetrahydrohydrinden). Unmittelbar nach dem Zweiten Weltkrieg schrieb er populärwissenschaftliche Bücher und ein Englisch-Lehrbuch. Von 1947 bis 1949 war er an Lohmann’s Institut in Berlin tätig. Außerdem hielt er Vorlesungen als Universitäts-Dozent an der Humboldt-Universität in Ostberlin (1948/49) und ab 1950 an der FU Berlin, wo er außerplanmäßiger Professor wurde und 1958 außerordentlicher Professor und Direktor des Instituts für Biochemie. 1957 war er Gastwissenschaftler in den USA. 1966 wurde er ordentlicher Professor und 1987 wurde er emeritiert. Neben seiner akademischen Karriere war er beratend in der Industrie tätig.
In den Jahren 1962 bis 1973 baute er daneben das chemische Institut an der Universidade Federal de Santa Maria (UFSM) in Rio Grande do Sul in Brasilien auf und war dessen Direktor. 1973 wurde er Ehrendoktor der UFSM und 1974 erhielt er dort eine Ehrenprofessur. Er arbeitete auch mit Industrie und Forschungsinstituten in Japan, Brasilien, der Sowjetunion, den USA und der Schweiz. 1979 erhielt er den Pola-Preis der japanischen chemischen Gesellschaft.
1949 beschrieb er die nach ihm benannte Riemschneider-Reaktion zur Synthese von Thiocarbamaten aus Thiocyanaten. Außer mit Insektiziden befasste er sich unter anderem mit Futterzusatzstoffen für Tiere, organischen Extrakten, synthetischen Schmiermitteln, manganorganischen Verbindungen (auch als Antiklopfmittel mit Blei-Ersatz), Aphrodisiaka und der Stereochemie.
Er veröffentlichte über 1000 wissenschaftliche Arbeiten und hielt 50 Patente.

## Schriften
- Zur Kenntnis der Kontakt-Insektizide, 3 Bände, Berlin: Saenger, 1947, 1949, 1951
- Englisch für den Alltag nach Zeitwort-System, 1948
- Erde ohne Mond, 1948
- Das größte Kraftwerk der Erde ist die Erde selbst, 1948
- Rätsel der Sonnenflecken, 1949
- Biochemisches Grundpraktikum, 1949
- 75 Jahre Chemie: Nachlese/75 years chemistry: re-reading, Bibliotheque World Wide, 5 Bände (Band 5 in zwei Teilbänden), 2011 bis 2017